# Championnat de Belgique de hockey sur glace D2
Le Championnat de Belgique D2 est la deuxième ligue de hockey sur glace en Belgique après la BeNe League.

## Équipes engagées 2017-2018
- Phantoms Antwerp II
- IHC Beaufort ( Luxembourg)
- Charleroi Red Roosters
- Cold Play Sharks
- Gullegem Jets
- Hasseltse Ijshockey Club Haske
- Olympia Heist-op-den-Berg
- HYC Herentals II
- IHC Leuven II
- Bulldogs de Liège II
- Turnhout Tigers

## Palmarès
- 1914 : CP Bruxelles II
- 1976 BRUSSELS 2
- 1977 PINGOUINS JAMBES
- 1978 BRUSSELS 2
- 1979 OMP CHARLEROI
- 1980 OMP CHARLEROI
- 1981 SHAPE [1]
- 1982 HASKEY HASSELT
- 1983 OLYMPIA 2 HEIST
- 1984 LIEGE BEAVERS
- 1985 SHAPE[1]
- 1986 HASKEY HASSELT
- 1987 OLYMPIA 2 HEIST
- 1988 CPL LIEGE
- 1989 PHANTOMS DEURNE
- 1990 PHANTOMS DEURNE
- 1991 ICE DEVILS LEUVEN
- 1992 ICE DEVILS LEUVEN
- 1993 YETI BEARS EEKLO
- 1994 WHITE CAPS TURNHOUT
- 1995 WHITE CAPS TURNHOUT
- 1996 BUFFALOS LIEGE
- 1997 YETI BEARS EEKLO
- 1998 HERENTALS IJSHOCKEY CLUB 2
- 1999 HASKEY HASSELT
- 2000 HASKEY HASSELT
- 2001 LIEDEKERKE LIONS
- 2002 LIEDEKERKE LIONS
- 2003 LIEDEKERKE LIONS
- 2004 BULLDOGS LIEGE
- 2005 HYC HERENTALS
- 2006 HASKEY HASSELT
- 2017 : Cold Play Sharks